# Skogsfågelmygga
Skogsfågelmygga (Culiseta morsitans), är en tvåvingeart som först beskrevs av Theobald 1901.  Culiseta morsitans ingår i släktet Culiseta och familjen stickmyggor. Arten är reproducerande i Sverige. Inga underarter finns listade i Catalogue of Life.